# Astragalus neochaldoranicus
Astragalus neochaldoranicus là một loài thực vật có hoa trong họ Đậu. Loài này được (Podl. & Maassoumi) Podl. & Maassoumi mô tả khoa học đầu tiên năm 2005.